# Yvonne van Rooy
Yvonne Catharina Maria Theresia van Rooy (Eindhoven, 4 giugno 1951) è una politica olandese.
Membro dell'Appello Cristiano Democratico, è segretario di Stato per gli affari economici nei governi Lubbers II (1986-1989) e Lubbers III (1990-1994).
Ha fatto parte del Parlamento europeo dal 1984 al 1986 e della Tweede Kamer dal 1989 al 1990 e dal 1994 al 1997.

## Biografia

### Formazione
Van Rooy frequentò un Gymnasium a Maastricht dal maggio 1964 al giugno 1970 e fece domanda presso l'Università di Utrecht nel giugno 1970 laureandosi in Giurisprudenza e conseguendo un Bachelor of Laws nel luglio 1972 prima di ricevere un Master in Giurisprudenza nel luglio 1976. Lavorò come paralegale per l'Associazione dei datori di lavoro cristiani (NCW) dal novembre 1976 al luglio 1984.

### Attività politica
Eletta al Parlamento europeo alle elezioni europee del 1984, nel 1986 entra a far parte del Governo Lubbers II in qualità di Segretario di Stato per gli Affari economici, in sostituzione di Enneüs Heerma frattanto nominato Segretario di Stato per l'edilizia abitativa, la pianificazione del territorio e l'ambiente.
Alle elezioni legislative del 1989 è eletta alla Tweede Kamer e nel 1990 viene nominata Segretario di Stato per gli Affari economici nel Governo Lubbers III succedendo a Piet Bukman, divenuto Ministro dell'agricoltura, della natura e della pesca.
All'esito delle elezioni legislative del 1994torna alla Tweede Kamer, ove presiedela commissione parlamentare per le relazioni del Regno.
Nell'agosto 1997 diviene presidente del consiglio educativo dell'Università di Tilburg, lasciando così l'incarico di parlamentare.
Nel gennaio 2004 è nominata presidente del consiglio scolastico dell'Università di Utrecht.

### Settore privato e pubblico
Van Rooy divenne inoltre attiva nel settore privato e pubblico e occupò numerosi incarichi come direttore aziendale e direttore no profit in diversi consigli di amministrazione e consigli di sorveglianza (Philips, NN Group, Concertgebouw, Stichting Pensioenfonds Zorg en Welzijn, Gemeentemuseum Den Haag e il Consiglio economico e sociale) e ha prestato servizio in varie commissioni e consigli statali per conto del governo (Consiglio consultivo per la pianificazione del territorio, Centro per la promozione delle importazioni, Consiglio di accreditamento e Autorità sanitaria olandese). Ha anche ricoperto il ruolo di dirigente dell'associazione commerciale per la Nederlandse Vereniging van Ziekenhuizen (Associazione ospedaliera; NVZ), in qualità di presidente dal 1º dicembre 2012 al 1º dicembre 2018.